# 365일 (영화)
《365일》(폴란드어: 365 Dni)은 2020년 개봉한 폴란드의 에로 로맨스 영화이다. 블란카 리핀스카의 동명 소설 3부작 중 1편이 영화의 원작이다. 2020년 2월 7일 폴란드에서 개봉되었으며, 이후 넷플릭스를 통해 해외 배급되었다. 영화의 선정적인 소재와 높은 수위로 인해 전 세계적인 유명세를 떨쳤다.

## 시놉시스
마피아 가족의 일원인 마시모는 어느 날 한 여인을 보게 되고, 그 이후로 계속해서 자신의 꿈에 나타나는 그녀를 찾기 위해 백방으로 수소문한다. 그러던 어느 날 공교롭게도 그녀를 마주친 마시모는 라우라를 납치하게 되고, 365일이라는 시간을 주며 그녀에게 파격적인 제안을 한다.

## 출연
- 미켈레 모로네 - 돈 마시모 토리첼리
- 안나마리아 시에클루츠카 - 라우라 비엘
- 브로니스와프 브로츠와프스키 - 마리오
- 오타르 사랄리제 - 도메니코
- 마그달레나 람파르스카 - 올가
- 나타샤 우르반스카 - 안나
- 그라지나 샤포워프스카 - 클라라 비엘
- 토마시 스토킹거 - 토마시 비엘
- 잔니 파리시 - 마시모의 아버지
- 마테우시 와소프스키 - 마르틴